# Општина Саскут (Бакау)
Саскут (рум. Sascut) општина је у Румунији у округу Бакау.
Oпштина се налази на надморској висини од 189 m.